# Bečići
Bečići (en serbe cyrillique : Бечићи) est une ville du sud du Monténégro, dans la municipalité de Budva.

## Géographie
Bečići se trouve sur la côte de la mer Adriatique, au nord-est de Budva.

## Démographie

### Évolution historique de la population
| 1948 | 1953 | 1961 | 1971 | 1981 | 1991 | 2003 |
| ---- | ---- | ---- | ---- | ---- | ---- | ---- |
| 43   | 44   | 40   | 84   | 171  | 726  | 771  |

## Ensemble touristique
Bečići possède une plage de sable longue de 1 950 m de long qui, en 1935, a obtenu le Grand prix de Paris de la plus belle plage d'Europe. La ville dispose d'un certain nombre d'hôtels, dont le plus récent est un hôtel de luxe appelé le Splendid, entièrement reconstruit entre 2005 et 2006 pour la somme de 70 millions d'euros ; The Rolling Stones et Madonna, ainsi que Brad Pitt et Angelina Jolie y sont descendus lors de leur séjour au Monténégro.